# 2325 Chernykh
2325 Chernykh è un asteroide della fascia principale. Scoperto nel 1979, presenta un'orbita caratterizzata da un semiasse maggiore pari a 3,1440873 UA e da un'eccentricità di 0,1697846, inclinata di 1,91497° rispetto all'eclittica.
L'asteroide è dedicato ai coniugi e astronomi russi Nikolaj Stepanovič Černych e Ljudmila Ivanovna Černych.